# Bror Jacques de Wærn
Bror Jacques de Wærn, född 27 september 1927 i Stockholm, död 4 februari 2013 på samma ort, var en svensk frågesportvinnare och heraldisk konstnär vid Riksarkivet. 
de Wærn avlade examen från Konstfackskolan 1950 och från fortsättningskursen vid Högre konstindustriella skolan 1953. Han var vikarierande teckningslärare 1952–1953, tecknare för Nordiska Kompaniet 1953–1961 och vikarierande lärare i filosofi och psykologi 1961–1968.  de Wærn avlade filosofisk ämbetsexamen vid Stockholms universitet 1968 och var extraelev vid Konstakademien samma år. Han var arkivarie och heraldiker vid Riksarkivet 1968–1994.
År 1957 tävlade de Wærn i TV:s nya stortävling och lördagsnöje Kvitt eller dubbelt i ämnet Stockholms historia. Programledare var Nils Erik Bæhrendtz. År 1967 vann de Wærn tävlingen, som nu hette Tiotusenkronorsduellen. Han tävlade nu i ämnet nordisk mytologi i en spännande duell mot Hans Borchgrevink från Bergen. Båda tävlandena klarade samtliga frågor inklusive alla sex delfrågorna på 10 000 kronorsnivån. Därefter segrade de Wærn i de utslagsfrågor som måste besvaras omedelbart utan betänketid. Tävlingen sändes som en samproduktion mellan SVT och NRK omväxlande från Stockholm, Sollidens scen, och Oslo. de Wærn försvarade sedan framgångsrikt sin mästartitel år 1981 i en duell mot en ny utmanare i samma ämne, Lennart Robinsson. Därmed blev de Wærn en av de ytterst få 10 000 kronors-mästare som vunnit tävlingen mot olika utmanare mer än en gång. 
de Wærn var under många år verksam som Riksarkivets vapenmålare, och han gjorde vapenillustrationerna till statsheraldikern Clara Nevéus bok Ny svensk vapenbok (1992). Han erhöll 2004 Svenska heraldiska föreningens förtjänstmedalj.
Bror Jacques de Wærn medverkade även som skådespelare i den fiktivt dokumentära filmen Konspiration 58. Han har även dokumentärfilmat Stockholm med en dubbel-8 kamera mellan 1959 och 1971. Filmerna bearbetades av Johan Löfstedt till den fiktiva dokumentärfilmen Kometen 2004.